# فايزة غوين
فايزة غوين (بالفرنسية: Faïza Guène) من مواليد 7 يونيو 1985، هي روائية فرنسية من بوبيني.

## السيرة الذاتية
ولدت فايزة غوين في فرنسا لوالدين جزائريين من عين تموشنت (غرب الجزائر)، ونشأت مع شقيقها وشقيقتها في بانتان. تم ملاحظتها في عمر الثالثة عشر عندما كانت ترتاد ورشة كتابة سمعية وبصرية في بانتان تديرها مؤسسة «ليه أنجرينر» Les Engraineurs. 
حتي السابعة عشر، كتبت غوين وأخرجت خمسة أفلام فيديو قصيرة حاز البعض منها على جوائز في بعض المهرجانات. بعد حصولها على منحة من المركز الوطني للسينما في عمر الثامنة عشر، أخرجت فيلمًا متوسط الطول بعنوان «لا شئ سوى كلمات» Rien que des mots باستخدام سوبر 16مم، وقد لعبت والدتها دورًا في هذا الفيلم. خلال العام نفسه، بدأت غوين تأليف روايتها «غدًا كيف كيف» Kiffe kiffe demain، والتي صرحت أنها كانت تكتبه «كهواية». بعد أن أنتهت من كتابة ثلاثين صفحة «على ورق باستخدام قلم حبر»، قام مدرس اللغة الفرنسية المسئول عن ورشة الكتابة بقراءة النص وإرساله إلى دار هاشيت للنشر Hachette للنشر دون إبلاغ فايزة. 
اقترحت عليها الناشرة ايزابيل سينجين توقيع عقد وإنهاء الرواية. وعند صدور الكتاب في سبتمبر 2004، خصصت إحدى صحفيات لو نوفيل أوبسرفاتور "Le Nouvel Observateur" للكتاب صفحة مزدوجة احتفت فيها بفايزة. بذلك بدأ الصخب الإعلامي وباع الكتاب أكثر من 400 ألف نسخة وتمت ترجمته إلى أكثر من 26 لغة. في نفس سياق الكوميديا الاجتماعية، أصدرت غوين عام 2006 كتاب «حلم لبيض» Du rêve pour les oeufs وعام 2008 «أناس من بالتو» Les Gens du Balto وعام 2014 «الرجال لا يبكون»Un homme, ça ne pleure pas.

## الأعمال الأدبية
كانت روايتها الأولى "غدًا كيف كيف" Kiffe kiffe demain إحدى أكثر الكتب مبيعًا عام 2004 حيث تمت ترجمتها إلى 26 لغة وبلغت مبيعاتها حوالي 400 ألف نسخة. كما أصدرت عام 2006 رواية "حلم لبيض" Du rêve pour les oeufs وعام 2008 "أناس من بالتو" Les Gens du Balto وهما من إصدار دار هاشيت للنشر. تليهما عام 2014 رواية الرجال لا يبكون" Un homme, ça ne pleure pas، إصدار فايار Fayard. وقد رشح هذا الكتاب لنيل الجائزة الأدبية للطلاب والمتدربين في مدينة بورجوندي لعام 2015. ترسم روايات غوين صورًا لأشخاص عاديين من كارهي الأبطال وذلك باستخدام لغة منعشة وعامية في أغلب الأحيان. هذا الأسلوب رغم أنه دارج إلى حد ما كما يتبين في مؤلفات الروائي ارفين ولش Irvine Welsh، إلا أنه نادر ولا ينصح باستخدامه في الأدب الفرنسي. 

### قائمة المؤلفات
«غدًا كيف كيف» Kiffe kiffe demain، إصدار هاشيت، 2004، (رقم دولي معياري للكتاب 2-01-235706-7)
«حلم لبيض» Du rêve pour les oeufs، إصدار هاشيت، 2006، (رقم دولي معياري للكتاب 2-0123-7236-8).
«أناس من بالتو» Les Gens du Balto، إصدار هاشيت، 2008، (رقم دولي معياري للكتاب 978-2-01-237405-8).
«الرجال لا يبكون» Un homme, ça ne pleure pas، إصدار فايار، 2014، (رقم دولي معياري للكتاب 978-2-213-65514-7).

## الأعمال السينمائية
قامت فايزة بإخراج العديد من الأفلام القصيرة من بينها «الفتاة التي تغمغم بكلام غير مفهوم» La Zonzonnière عام 1999، وكل من «خفض عدد ساعات العمل» réduction du temps de travail (RTT) و «شائعات» Rumeurs عام 2002، ثم «لا شئ سوى كلمات» Rien que des mots عام 2004، كما قامت عام 2002 بتأليف فيلم وثائقي بعنوان «ذكريات 17 أكتوبر 61» Mémoires du 17 octobre 61. 

## روابط خارجية
- فايزة غوين على موقع IMDb (الإنجليزية)
- فايزة غوين على موقع ألو سيني (الفرنسية)
- فايزة غوين على موقع كينوبويسك (الروسية)

- Site officiel [archive]
- (en) Faïza Guène [archive] sur l’Internet Movie Database